# Cayratia tenuifolia
Cayratia tenuifolia là một loài thực vật hai lá mầm trong họ Nho. Loài này được (Wight & Arn.) Gagnep. miêu tả khoa học đầu tiên năm 1911.